# Royce da 5'9"
Райан Монтгомері (нар. 5 липня 1977), відоміший як Royce Da 5'9" (Ройс да Файв-Найн), — репер з Детройта. Відомий своєю ранньою співпрацею з Емінемом і подальшою сольною кар'єрою, записами з DJ Premier, Nottz. Також писав тексти для таких виконавців як P. Diddy і Dr. Dre. Відомий як член дуету «Bad Meets Evil» і гурту «Slaughterhouse».

## Біографія
Райан Монтгомері, народився на заході Детройта, штат Мічиган. У віці 10 років переїхав в Ок-Парк, штат Мічиган, пізніше отримав прізвисько «Ройс» через те що носив ланцюги з кулоном, що нагадує символ Rolls-Royce Limited. Він почав читати реп в 18 років, під впливом Ras Kass і Redman. У 1998 році Монтгомері підписав свій перший контракт з Tommy Boy Records, через деякий час Tommy Boy Records закрили, і був підписаний контракт з Columbia Records, де почався запис альбому Rock City, посилаючись на колишній статус в Детройті. Коли було записано багато піратських копій, Ройс перейшов на Koch Records, щоб перезаписати альбом, в кінцевому підсумку випустити його в 2002 році під назвою «Rock City (Version 2.0)". Хоча альбом не продавався дуже добре, але завдяки синглу „Boom“, спродюсованим DJ Premier, Ройс отримав деяке визнання і в кінцевому підсумку це привело двох співробітників до тіснішої співпраці.
Через свого менеджера Royce був представлений Емінему в 1997 році, і репери створили спільний проект Bad Meets Evil, і випустили кілька треків разом. Ройс появився на дебюті Емінема — The Slim Shady LP, в якому він показав себе на треку „Bad Meets Evil“. Ройс і Емінем випустили трек під назвою „Renegade“, в якому Ройса пізніше буде замінено на Jay-Z і трек увійде в альбом „Jay-Z Blueprint“. Через Емінема, Ройс був також представлений Dr. Dre, а також „Game Recordings“. Після того Ройс написав текст для пісні „The Message“ і оригіналу „Xxplosive“ (який також називався „Way I Be Pimping“) для альбому Dre 2001.

## Ворожнеча з D12
У Ройса були сварки з групою Емінема, D12 в тому числі із спільним другом Proof'ом. У результаті тривалого суперництва репера і п'яти учасників групи з шести. Ройс випустив 3 дисса на групу, перший називався „Shit on You“ який був записаний під мінусовку однойменної пісні групи, найбільше Ройс „наїжджав“ на Bizarre. Другий дисс на групу називався „Malcolm X“, який був записаний спільно з Tre Little. А D12 відповіла піснею „Smack Down“ записаної на інструментал пісні 50 Cent, „Back Down“. Також Proof записав дисс на Ройса під назвою „Many Men“. Пізніше ворожнеча закінчилася і Ройс навіть взяв участь на мікстейп D12, Return of the Dozen в 2008 р, Royce da 5'9 і D12 поїхали в тур по Європі та Канаді.

## Сольні альбоми
У 2001 р. побачила світ гра „GTA 3“, до саундтреків якої увійшли декілька пісень Ройса. За межами асоціації з Емінемом, Ройс зміг відродити своє ім'я і в 2004 р, репер випустив свій другий альбом під назвою „Death Is Certain“, який на даний момент є найуспішнішим альбомом Ройса, в нього входить спродюсований DJ Premier сингл під назвою „Hip-hop“.
Після успіху другого альбому, Ройс випустив свій третій сольник під назвою „Independent's Day“ в 2005 р. Альбом був менш успішний ніж його попередні релізи. В цей час ворожнеча Ройса і його колишнього друга Пруфа досягла точки кипіння і обидва репера взялися за зброю. В результаті двох суперників заарештували і за час, проведений у в'язниці, репери примирилися і пізніше провели два спільних тури. Ройс планував інші проєкти з репером Nottz і колишньою командою D-Elite, але цьому завадило ув'язнення на 1 рік.

## Альбоми після звільнення
Після звільнення в 2007 році, Ройс планував співпрацювати з такими продюсерами, як DJ Premier і Statik Selektah, простягаючи випуск інтернет-релізу „The Bar Exam“. В інтерв'ю на „Elemental Magazine“, Ройс заявив, що буде випущений спільний альбом з DJ Premier, але Premier спростував цю новину і заявив. що він буде брати участь тільки в продюсуванні Ройса. Після „The Bar Exam“ Ройс взяв участь у виробництві синглу P. Diddy під назвою „Tell Me“, з альбому „Press Play“. Після цього Diddy висловив зацікавленість приєднання Ройса до його лейблу Bad Boy Entertainment, Nas також хотів приєднати Ройса до свого лейблу, який існує під впливом Def Jam, The Jones Experience. Але жодна з двох угод не була проведена.
На початку 2008 року, Ройс заявив, що хоче офіційно помиритися з Емінемом. Наприкінці Ройс випустив свій черговий реліз „The Bar Exam 2“, спільно з DJ Green Lantern, а також була випущена роздрібна версія мікстейпів, під назвою „The Album“, виробники „Green Lantern“, „9th Wonder“, „Premier“ і „6 July“ допомогли реперу із записом нового альбому, „Street Hop“, Premier також допоміг з виробництвом синглу з альбому, під назвою „Shake This“, відео на сингл було поширене в інтернеті. „Street Hop“ був випущений 20 жовтня 2009 року і був дуже добре оцінений критиками.

## Slaughterhouse
Репер Joe Budden записав трек з Crooked I, Royce Da 5'9", Joell Ортіс та Ніно Благослови під назвою «Slaughterhouse», який увійшов в цифровий реліз репера під назвою «Halfway House». На підставі цього Joe Budden, Crooked I, Royce Da 5 '9" і Joell Ortiz вирішили створити супер-групу, яку вони назвали «Slaughterhouse», в честь треку, записаного разом. На початку 2009 року група випустила кілька пісень, і 11 серпня 2009 року на лейблі «Entertainment One» був випущений альбом з однойменною назвою групи. У виробництві альбому брали участь The Alchemist, DJ Khalil, Mr. Porter, Streetrunner, а також як гості виступили Pharoahe Monch, K. Young, і The New Royales. Ройс і Slaughterhouse пізніше підписали контракт з Shady Records, і були записані пісні за участю Емінема, новачка Yelawolf під назвою «2,0 Boys». Пізніше Slaughterhouse з'явилися в музичному відео пісні «Forever». Крім того, група, Емінем і продюсер з Shady / Aftermath Mr. Porter взяли участь в шоу Тіма Вествуд для запису фрістайлу. На той час група вже підписала контракт з «Shady Records».

## Возз'єднання Bad Meets Evil
Після того як Ройс помирився з Емінемом, вони знову возз'єдналися як дует «Bad Meets Evil» і записали EP під назвою Hell: The Sequel, випущений 14 червня 2011 на «Shady Records».

## Дискографія

### Сольні альбоми
| Рік  | Назва                                                                                         | Позиції у чартах | Позиції у чартах | Позиції у чартах | Позиції у чартах | Сертифікація RIAA |
| Рік  | Назва                                                                                         | US               | US R&B           | US Rap           | US Independent   | Сертифікація RIAA |
| ---- | --------------------------------------------------------------------------------------------- | ---------------- | ---------------- | ---------------- | ---------------- | ----------------- |
| 2002 | Rock City - Випущений: 26 листопада 2002 - Лейбл: Koch Records/Game Recordings                | —                | 29               | *                | 7                |                   |
| 2004 | Death Is Certain - Випущений: 24 лютого 2004 - Лейбл: Koch Records                            | 161              | 39               | *                | 5                |                   |
| 2005 | Independent's Day - Випущений: 28 червня 2005 - Лейбл: Trouble Records                        | —                | —                | —                | —                |                   |
| 2009 | Street Hop - Випущений: 6 жовтня 2009 - Лейбл: M.I.C. Records/One Records                     | 110              | 29               | 11               | 13               |                   |
| 2011 | Success Is Certain - Випущений: 9 серпня, 2011.Success Is Certain - Лейбл: Gracie Productions | 25               | 7                | *                | 3                |                   |
| 2016 | Layers - Випущений: 15 квітня,2016. - Лейбл: Bad Half Entertainment                           | -                | -                | -                | -                |                   |

### Спільні альбоми
- Slaughterhouse Разом із Slaughterhouse (2009)
- Hell: The Sequel Разом з Емінемом (2011)
- Welcome to: Our House Разом із Slaughterhouse (2012)
- Shady XV Разом із Shady Records (2014)
- PRhyme Разом із DJ Premier (2014)
- Glass House Разом із Slaughterhouse (2016)

### EP
- The Revival EP (2009)

### Мікстейпи і збірники
- Bad Meets Evil (1999)
- Build & Destroy (2003)
- M.I.C.: Make It Count (2004)
- The Bar Exam (2007)
- The Bar Exam 2 (2008)
- The Bar Exam 2: The Album (2008)
- Trackstar the DJ presents Growth & Patience: The Best of Royce da 5'9 (2009)
- The Bar Exam 3: The Most Interesting Man (2010)
- On the House Разом з Slaughterhouse (2012)
- House Rules Разом з Slaughterhouse (2014)
- Tabernacle: Trust The Shooter (2016)

### Сингли
| Рік  | пісня                                                                                  | Позиції в чартах | Позиції в чартах | Позиції в чартах | Позиції в чартах | Позиції в чартах | Позиції в чартах | Позиції в чартах | Альбом                   |
| Рік  | пісня                                                                                  | US               | US R&B           | US Rap           | BEL              | GER              | SWI              | UK               | Альбом                   |
| ---- | -------------------------------------------------------------------------------------- | ---------------- | ---------------- | ---------------- | ---------------- | ---------------- | ---------------- | ---------------- | ------------------------ |
| 1999 | «I'm the King»                                                                         | —                | —                | —                | —                | —                | —                | —                | Grand Theft Auto III OST |
| 2000 | «Boom»                                                                                 | —                | —                | 48               | —                | —                | —                | —                | Rock City (Version 2.0)  |
| 2001 | «You Can't Touch Me»                                                                   | —                | 66               | —                | —                | —                | —                | —                | Rock City (Version 2.0)  |
| 2002 | «Rock City» (featuring Eminem)                                                         | —                | 99               | —                | 45               | 30               | 37               | —                | Rock City (Version 2.0)  |
| 2004 | «Hip Hop»                                                                              | —                | 98               | —                | —                | —                | —                | —                | Death Is Certain         |
| 2005 | «Politics» (featuring Cee Lo Green)                                                    | —                | —                | —                | —                | —                | —                | —                | Independent's Day        |
| 2009 | «Shake This»                                                                           | —                | —                | —                | —                | —                | —                | —                | Street Hop               |
| 2009 | «Part of Me»                                                                           | —                | —                | —                | —                | —                | —                | —                | Street Hop               |
| 2009 | «New Money»                                                                            | —                | —                | —                | —                | —                | —                | —                | Street Hop               |
| 2011 | «Writer's Block» (featuring Eminem)                                                    | —                | 104              | —                | —                | —                | —                | 199              | Success Is Certain       |
| 2011 | «Second Place»                                                                         | —                | —                | —                | —                | —                | —                | —                | Success Is Certain       |
| 2011 | «Legendary» (featuring Travis Barker)                                                  | —                | —                | —                | —                | —                | —                | —                | Success Is Certain       |
| 2012 | «One for the Money» (featuring Skillz and Diamond D)                                   | —                | —                | —                | —                | —                | —                | —                | Non-album single         |
| 2014 | «Detroit Vs. Everybody» (with Eminem, Big Sean, Danny Brown, Dej Loaf and Trick-Trick) | 108              | 28               | 23               | —                | —                | —                | —                | Shady XV                 |
| 2015 | «T.D.M.T.L.T.A.»                                                                       | —                | —                | —                | —                | —                | —                | —                | Non-album single         |
| 2016 | «Tabernacle»                                                                           | —                | —                | —                | —                | —                | —                | —                | Layers                   |